# 59th Street – Columbus Circle (métro de New York)
59th Street – Columbus Circle est une station souterraine du métro de New York situé dans le quartier de Midtown, à proximité de Columbus Circle, à Manhattan. Elle est située sur deux lignes (au sens de tronçons du réseau), l'IRT Broadway-Seventh Avenue Line (métros rouges) et l'IND Eighth Avenue Line (métros bleus), issues respectivement des réseaux des anciens Interborough Rapid Transit Company (IRT) et Independent Subway System (IND) et dessert également deux services de l'IND Sixth Avenue Line (métros orange). Sur la base de la fréquentation, la station figurait au 7e rang sur 421 en 2012.
Au total, six services y circulent :
- les métros 1, A, et D y transitent 24/7 ;
- les métros C y circulent tout le temps, sauf durant les late nights ;
- les métros B y circulent en semaine, sauf durant les late nights ;
- les métros 2 n'y circulent que durant les late nights.